# Luis Suárez Fernández
|  | Per a altres significats, vegeu «Luis Suárez». |

Luis Suárez Fernández   (Gijón, 25 de juny de 1924 - la Vila Joiosa, 15 de desembre de 2024) fou un polític franquista i historiador espanyol, originàriament medievalista, que estengué els seus estudis també a la història moderna i contemporània. Pertanyia a la Reial Acadèmia de la Història. Fou catedràtic emèrit d'Història Medieval del departament d'Història Antiga, Medieval, Paleografia i Diplomàtica de la Universidad Autónoma de Madrid.
D'orientació reaccionària, va estar vinculat a la Fundación Francisco Franco, fet que li va permetre publicar l'any 1984 Francisco Franco y su tiempo. Fou també president de la Hermandad del Valle de los Caídos i formava part de l'Opus Dei.

## Biografia
Estudià Filosofia i Lletres a les universitats d'Oviedo i Valladolid, i es doctorà en Historia el 16 de juny de 1947 per la Universitat de Madrid. El 1955 obtingué la càtedra de Prehistoria e Historia Universal de las Edades Antigua y Media y de Historia General de la Cultura a Valladolid, arribant a ser-ne degà (1963) i rector (1965), i com a tal fundà la primera càtedra universitària de cinema. Fou director general d'Universitats i Investigació (1972).
Durant la dictadura franquista, Luis Suárez fou procurador en Corts per ser rector d'universitat. Al juny de 1972 va ser nomenat director general d'Universitats i Recerca pel ministre d'Educació José Luis Villar Palasí. Fou mantingut en el càrrec pel nou ministre Julio Rodríguez Martínez, nomenat en juny de 1973 per Luis Carrero Blanco. Va participar en les seves ordres en la reforma del calendari universitari que va posposar el començament del curs de primer de carrera a gener de 1974, deixant 100.000 estudiants sense classes durant tot un trimestre.
Després de l'assassinat de Carrero Blanco al desembre de 1973, el nou president del Govern Carlos Arias Navarro va reemplaçar Julio Rodríguez per Cruz Martínez Esteruelas, que immediatament va revocar la reforma del calendari universitari i cessà en el seu càrrec Luis Suárez.
El 1975 passà a la càtedra d'Història Medieval de la recentment inaugurada Universidad Autónoma de Madrid, a la vegada que dirigia (entre 1975 i 1978) la Escuela Española en Roma de Arqueología e Historia del Consell Superior d'Investigacions Científiques.

## Obres
- Historia de España antigua y media.  Ediciones Rialp, 1976. ISBN 9788432118821.[Enllaç no actiu]
- Fernando el Católico y Navarra.  Ediciones Rialp, 1985. ISBN 9788432122934.[Enllaç no actiu]
- Franco. La Historia y sus documentos (20 volúmenes).  Ediciones Urbión, 1986. ISBN 978-84-7523-281-2.
- Los Reyes Católicos: la conquista del trono.  Ediciones Rialp, 1989. ISBN 9788432124761.[Enllaç no actiu]
- Los Reyes Católicos: el tiempo de la Guerra de Granada.  Ediciones Rialp, 1989. ISBN 9788432125607.[Enllaç no actiu]
- Los Reyes Católicos: la expansión de la fe.  Ediciones Rialp, 1990. ISBN 9788432125850 [Consulta: 11 juliol 2020].
- Los Reyes Católicos. El camino hacia Europa.  Ediciones Rialp, 1990. ISBN 9788432125898.[Enllaç no actiu]
- Los Reyes Católicos: Fundamentos de la monarquía.  Ediciones Rialp, 1989. ISBN 9788432125119.[Enllaç no actiu]
- Claves históricas en el reinado de Fernando e Isabel.  Real Academia de la Historia, 1998. ISBN 9788489512184.
- Isabel I, reina: (1451-1504). 3ª.  Editorial Ariel, 2002. ISBN 9788434466203.
- Principado de Asturias: un proceso de señorialización regional.  Real Academia de la Historia, 2003. ISBN 9788495983329.
- Fernando el Católico.  Editorial Ariel, 2004. ISBN 9788434467613.
- Luis Suárez Fernández. V centenario del nacimiento del Arzobispo Carranza.  Real Academia de la Historia, 2004. ISBN 9788495983411.
- Luis Suárez Fernández. Isabel la Católica vista desde la Academia.  Real Academia de la Historia, 2005. ISBN 9788495983657.
- Los judíos. 4ª.  Editorial Ariel, 2005. ISBN 9788434467798.
- Franco.  Barcelona: Ariel, 2005. ISBN 9788434467811.
- La Europa de las cinco naciones.  Barcelona: Planeta, 2008. ISBN 978-84-344-3499-8.
- Lo que el mundo le debe a España. 3ª.  Barcelona: Ariel, 2009. ISBN 978-84-344-8808-3.

## Honors i condecoracions
- Premio Nacional de Historia de España, 2001.
- Correspondiente de la Reial Acadèmia de Bones Lletres de Barcelona.
- Acadèmic Emèrit de la Real Academia de Portugal.
- Acadèmic de la Real Academia de la Historia.
- Membre de la Comisión Permanente de los Congresos de Historia de la Corona de Aragón.
- Vocal del Comité Español de Ciencias Históricas.
- Gran Creu del Mèrit Civil, Gran Creu de l'Orde d'Isabel la Catòlica, Gran Creu de l'Orde d'Alfons X el Savi, Gran Creu del Mèrit Militar amb distintiu blanc, Encomana de l'Orde de Enrique o Navigador de Portugal.